# Réka Szilvay
Réka Riikka Szilvay (* 16. April 1972 in Helsinki) ist eine finnisch-ungarische Geigerin und Professorin.

## Leben

### Ausbildung
Réka Szilvay wurde in Helsinki als Tochter einer ungarisch-österreichischen Musiker-Familie geboren. Mit vier Jahren begann sie unter Anleitung ihres Vaters Géza Szilvay, des Begründers der Colourstrings-Methode für den Musikunterricht, mit dem Violinspiel. Bereits als Kind trat sie über 50-mal als Solistin im finnischen Fernsehen auf und spielte im Alter von zehn Jahren erstmals mit dem Finnish Radio Symphony Orchestra.
Mit zwölf Jahren wurde sie in die Sibelius-Akademie in Helsinki aufgenommen, wo sie bei Tuomas Haapanen studierte. Von 1992 bis 1998 studierte sie an der Wiener Universität für Musik und Darstellende Kunst und besuchte dabei Meisterklassen bei Gerhard Schulz (Alban-Berg-Quartett). Zudem nahm sie an Meisterklassen von Sándor Végh, Ana Chumachenco und György Kurtág teil. 

### Laufbahn
Die internationale Karriere von Szilvay begann 1999 mit ihrem Debüt im Wiener Musikverein. Seither gab sie zahlreiche Konzerte in ganz Europa, China, Japan, Taiwan, Südamerika und in den USA. Sie trat mit vielen bedeutenden Ensembles, wie dem Orchester des St. Petersburger Mariinsky-Theaters, dem London Philharmonic Orchestra, dem Gotheburg Symphony Orchestra und dem City of Birmingham Symphony Orchestra, auf. Wiederholt spielte sie im Salzburger Festspielhaus mit dem Mozarteum-Orchester Salzburg. Ebenso musizierte sie mit dem Super World Orchestra in der Tokyo Suntory Hall, dem Copenhagen Philharmonic Orchestra, dem Polish Chamber Orchestra, dem Orchestre Philharmonique de Strasbourg und der Haydn-Philharmonie. Bei ihren Auftritten arbeitet sie mit bedeutenden Dirigenten wie Valery Gergiev, Leif Segerstam, Ádám Fischer, Neeme Järvi, Mikko Franck, Andrew Litton, Jukka-Pekka Saraste, Mark Wigglesworth, Sakari Oramo, Markus Stenz, Osmo Vänskä, Fabio Luisi, Rumon Gamba, Libor Pešek, Sian Edwards, Hubert Soudant und János Fürst zusammen.
Im Jahr 2001 wurde Réka Szilvay in den Kreis der „Rising Stars“ gewählt. Dies ermöglichte ihr zusammen ihrem musikalischen Partner, dem Pianisten Christoph Berner, eine Tournee mit Auftritten in einigen den bedeutendsten Konzertsäle der Welt, wie der Weill Recital Hall der Carnegie Hall in New York, dem Wiener Konzerthaus, der Londoner Wigmore Hall, der Symphony Hall Birmingham, der Concertgebouw Amsterdam, der Kölner Philharmonie, der Cité de la Musique Paris, der Megaron Concert Hall in Athen und dem Brüsseler Palais des Beaux-Arts.
Seit 2006 ist Szilvay Professorin für Violine an der Sibelius-Akademie.

## Diskografie
- The 7 Seasons von Antonio Vivaldi: Jaakko Kuusisto (Komposition), Csaba & Géza Szilvay, Réka Szilvay, The Helsinki Strings (Interpreten), Finlandia-Warner Records, 2001